# Laurent de Briançon
Laurent de Briançon est un écrivain français de langue francoprovençale, gentilhomme d'une famille noble grenobloise fortement investie dans la vie politique de sa ville et de la province du Dauphiné. Il vécut au XVIe siècle et écrivit son œuvre, composée de trois longs poèmes aux accents pamphlétaires, en francoprovençal grenoblois.
Renommé pour ses poèmes pamphlétaires, le catholique auteur s'en prit aux doctrines protestantes calvinistes qui avaient enflammé le Dauphiné dans les années 1550 - c'est le cas particulièrement dans Lo Batifel de la Gisen (1563 ou 1564) - et au mépris de l'esprit de Cour au XVIe siècle - dans Lo Banquet de le Faye (1563 ?) et La Vieutenanci du Courtizan (1576 ou 1577).

## Biographie
Nous ne savons que peu de choses sur la vie de Laurent de Briançon fors qu'il naquit d'une famille noble des environs de Grenoble et qui avait son château sis à Varces-Allières-et-Risset. On sait seulement qu'il fut Recteur ou Lecteur de l'université de Valence en 1560 et Premier Consul de la ville de Grenoble en 1576 et représentant de la ville de Grenoble en novembre de la même année lors du Conseil des États généraux à Blois.